# NGC 7662
NGC 7662 (Caldwell 22) es una nebulosa planetaria en la constelación de Andrómeda situada 2,5º al oeste-suroeste de la estrella ι Andromedae. Es conocida también con el sobrenombre nebulosa Bola de Nieve . De magnitud aparente +9, es una de las nebulosas planetarias más fáciles de observar con pequeños instrumentos. La estrella central es una estrella variable cuyo brillo oscila entre magnitud +12 y +16. Fue descubierta en 1784 por William Herschel.
El color azul de NGC 7662 es frecuente en las nebulosas planetarias. La luz ultravioleta emitida por la caliente estrella central excita el gas de la nebulosa, el color azul originado por la intensa emisión del oxígeno. En la imagen de la derecha, obtenida con el Telescopio Espacial Hubble, no se aprecia este color ya que los colores no son reales.

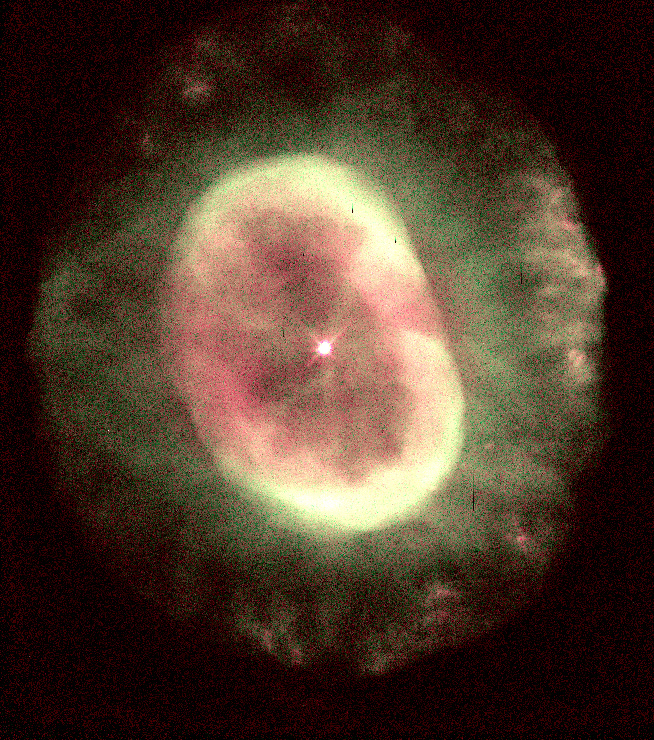
Imagen de NGC 7662 en falso color.